# Microregione di Chapada dos Veadeiros
Chapada dos Veadeiros è una microregione dello Stato del Goiás in Brasile, appartenente alla mesoregione di Norte Goiano.

## Comuni
Comprende 8 municipi:
- Alto Paraíso de Goiás
- Campos Belos
- Cavalcante
- Colinas do Sul
- Monte Alegre de Goiás
- Nova Roma
- São João d'Aliança
- Teresina de Goiás

| Controllo di autorità | VIAF (EN) 315529606 · GND (DE) 7716332-1 |